# رفتگرماهیان
رُفتِگَرماهیان (Cobitidae) خانواده‌ای از ماهیان هستند.
رفتگرماهیان خانواده‌ای از ماهیان کوچک هستند که ۱۸ جنس و ۱۱۰ گونه را در خود جای داده‌اند.
نام‌های دیگری که برای این خانواده از ماهیان به‌کار رفته عبارت است از: رفتگرماهیان خاردار، سگ‌ماهیان جویباری و لوچ‌ماهیان.